# Nemesbőd
Nemesbőd è un comune dell'Ungheria di 664 abitanti (dati 2001). È situato nella contea di Vas.